# Hachim Mastour
Hachim Mastour, né le 15 juin 1998 à Régio Emilia en Italie, est un footballeur international marocain. Il évolue au poste d'ailier ou de milieu offensif.

## Carrière de joueur

### Carrière en club
Hachim Mastour fait ses classes à Reggio Calcio, avant de rejoindre la Reggiana, un club modeste de Reggio Emilia.
Repéré par l'Inter Milan lors de tournois locaux, Hachim Mastour est promis à un bel avenir mais malheureusement pour le club de Massimo Moratti, la législation italienne interdit à un joueur de quitter son bastion avant l'âge de 14 ans. Il évolue alors sous le maillot Nerazzurri lors de compétitions de jeunes, alors qu'il appartient toujours officiellement à la Reggiana.

### Arrivée l'AC Milan (2012-2018)

#### Un prodige à l'AC Milan (2012-2015)
Lors de l'été 2012, l'Inter et l'AC Milan se battent pour attirer le jeune talent dans leurs formations.
Alors qu'il vient tout juste de fêter ses 14 ans, l'AC Milan, alors entraîné par Massimiliano Allegri, ne souhaite pas passer à côté du jeune joueur et Adriano Galliani, vice-président du club, demande même conseil à Arrigo Sacchi à propos du jeune. Le club offre la somme de 500 000 euros à la Reggiana pour s'attacher ses services. Hachim Mastour choisi donc de rejoindre l'AC Milan alors que l'Inter, le Real Madrid, la Juventus, le FC Barcelone et Manchester City avaient tenté leur chance, les Citizens avaient même offert du travail à ses parents pour l'arracher de la Reggiana en vain.
Il joue d'abord chez les moins de 16 ans puis le 29 mai 2014, Filippo Inzaghi le convoque avec les moins de 21 ans, alors qu'il n'a que 15 ans.
Entre-temps, il participe à son premier entraînement avec les pros, le 31 décembre 2013.
Lors de son 16e anniversaire, le 15 juin 2014, Hachim Mastour signe son premier contrat professionnel et intègre le groupe professionnel du Milan AC lors de la saison 2014-2015. Ainsi, il dépasse le record du plus jeune joueur en équipe première du Milan (16 ans et 208 jours en 1985), détenu par le légendaire Paolo Maldini,.
Il fait ses débuts avec le Milan AC lors d'un match amical contre Rente, club de 4e division italienne où il remplace Giampaolo Pazzini en fin de match.

#### Prêt décevant au Málaga CF (2015-2016)
Malgré son talent précoce, Hachim Mastour ne joue quasiment pas avec l'effectif professionnel et son club le fait partir en prêt pour deux ans sans option d'achat au Málaga CF lors du dernier jour du mercato estival 2015.
Cependant, il ne dispute qu'un seul match au Malaga FC et le 8 juillet 2016, Málaga casse son prêt seulement au bout d'une année, Mastour retourne à Milan.

#### Nouveau prêt décevant au PEC Zwolle (2016-2017)
A peine de retour à Milan, Hachim Mastour est de nouveau prêté au PEC Zwolle pour une saison avec une option d'achat élevée à 17 millions d'euros.
Le 15 juillet 2016, il fait ses débuts en match amical face au club belge du KAA La Gantoise.
Cependant, il connaît une saison décevante et il ne dispute que 6 matchs sous le maillot du PEC Zwolle, sans marquer le moindre but. A l'issue de la saison 2016-2017, le PEC Zwolle ne lève pas l'option de Mastour et le joueur fait de nouveau son retour.

#### Retour fantomatique à l'AC Milan (2017-2018)
Hachim Mastour fait son retour à l'AC Milan pour la saison 2017-2018 mais ne dispute aucun match avec l'effectif professionnel durant cette saison, le joueur disparaît des radars du football malgré son talent.

### Nouveau départ raté en Grèce au PAS Lamía (2018-2019)
Le 4 septembre 2018, il s'engage avec le club grec du PAS Lamía mais ne dispute que 6 matchs sans marquer le moindre but, faisant ainsi une saison identique à celle qu'il avait effectuée deux ans auparavant avec le PEC Zwolle.
Il quitte le club à l'issue de la saison 2018-2019.

### Retour en Italie (2019-2021) Reggina et prêt à Carpi (2019-2021)

#### Reggina 1914 (2019-2021)
Le 18 octobre 2019, alors libre de tout contrat, il s'engage pour trois saisons au Reggina 1914.
Lors de sa première saison, il dispute un seul match en Serie B et lors de sa deuxième saison au Reggina 1914, il dispute neuf matchs en championnat et deux matchs en Coupe d'Italie, sans marquer le moindre but.

#### Prêt à Carpi (2021)
Le 14 janvier 2021, il est prêté pour six mois à Carpi FC 1909, club avec lequel il dispute dix matchs et pour lequel il marque son premier but professionnel de sa carrière.
Il termine la saison en étant champion de Serie C, avant de retourner au Reggina en juillet 2021. Cependant, le 26 juillet 2021, il résilie son contrat à l'amiable avec le club.

### Relance au Maroc  (2022-)

#### Renaissance Zemamra (2022-2023)
Le 27 juin 2022, après être resté 1 an sans club, il s'engage librement avec le club marocain du Renaissance Zemamra, en deuxième division nationale.
Le 12 septembre 2022, il dispute son premier match face au CS Ben Guerir et marque également son premier but (victoire, 3-1).

#### Union Touarga (2023-)
Le 1er juillet 2023, il quitte le Renaissance Zemamra et signe à l'Union Touarga, en D1 marocaine.

### Carrière internationale
Né en Italie et d'origine marocaine, Mastour est sélectionné et brille avec l' équipe d'Italie - 16 ans en 2013.
Alors qu'il n'a pas encore évolué en équipe première avec son club, il décide finalement en 2015 de jouer en faveur de son pays d'origine, le Maroc. Le 12 juin 2015, il fait ses débuts internationaux avec les Lions de l'Atlas lors d'un match de qualification pour la Coupe d'Afrique des nations 2017 contre la Libye au Stade Adrar à Agadir, où il entre à la place de Nordin Amrabat pour les deux dernières minutes du match. Le match se finira sur une victoire 1-0 du Maroc . Ainsi, Hachim Mastour devient le plus jeune international marocain, avec ses 16 ans et 363 jours.
| Matches internationaux de Hachim Mastour | Matches internationaux de Hachim Mastour | Matches internationaux de Hachim Mastour | Matches internationaux de Hachim Mastour | Matches internationaux de Hachim Mastour | Matches internationaux de Hachim Mastour | Matches internationaux de Hachim Mastour | Matches internationaux de Hachim Mastour |
| 0                                        | Date                                     | Lieu                                     | Adversaire                               | Score                                    | Résultats                                | Compétitions                             |                                          |
| ---------------------------------------- | ---------------------------------------- | ---------------------------------------- | ---------------------------------------- | ---------------------------------------- | ---------------------------------------- | ---------------------------------------- | ---------------------------------------- |
| 1                                        | 12 juin 2015                             | Stade Adrar, Agadir, Maroc               | Libye                                    | —                                        | 1-0                                      | Qualifications à la Coupe d'Afrique 2017 |                                          |

## Palmarès
Reggina
- Championnat de Serie C (D3): 
  - Champion: 2019

 Renaissance Zemamra
- Botola Pro 2 (D2):
  - Champion: 2023

## Statistiques
| Saison                | Club                  | Championnat           | Championnat | Championnat | Championnat | Coupe(s) nationale(s) | Coupe(s) nationale(s) | Coupe(s) nationale(s) | Compétition(s) continentale(s) | Compétition(s) continentale(s) | Compétition(s) continentale(s) | Compétition(s) continentale(s) | Total | Total | Total |
| Saison                | Club                  | Division              | M.          | B.          | P.d.        | M.                    | B.                    | P.d.                  | Comp.                          | M.                             | B.                             | P.d.                           | M.    | B.    | P.d.  |
| 2015-2016             | Málaga CF (prêt)      | LaLiga                | 1           | 0           | 0           | -                     | -                     | -                     | -                              | -                              | -                              | -                              | 1     | 0     | 0     |
| 2016-2017             | PEC Zwolle (prêt)     | Eredivisie            | 5           | 0           | 0           | 1                     | 0                     | 0                     | -                              | -                              | -                              | -                              | 6     | 0     | 0     |
| 2018-2019             | PAS Lamía             | Super League          | 4           | 0           | 1           | 2                     | 0                     | 0                     | -                              | -                              | -                              | -                              | 6     | 0     | 1     |
| 2019-2020             | US Reggina            | Serie C               | 1           | 0           | 0           | -                     | -                     | -                     | -                              | -                              | -                              | -                              | 1     | 0     | 0     |
| 2020-2021             | US Reggina            | Serie B               | 9           | 0           | 0           | 2                     | 0                     | 1                     | -                              | -                              | -                              | -                              | 11    | 0     | 1     |
| Sous-total            | Sous-total            | Sous-total            | 10          | 0           | 0           | 2                     | 0                     | 1                     | -                              | -                              | -                              | -                              | 12    | 0     | 1     |
| 2020-2021             | Carpi FC (prêt)       | Serie C               | 10          | 1           | 0           | -                     | -                     | -                     | -                              | -                              | -                              | -                              | 10    | 1     | 0     |
| Total sur la carrière | Total sur la carrière | Total sur la carrière | 30          | 1           | 1           | 5                     | 0                     | 1                     | -                              | -                              | -                              | -                              | 35    | 1     | 2     |